# Jamestown Canal
Jamestown Canal är en kanal i republiken Irland. Den ligger i den norra delen av landet, 130 km nordväst om huvudstaden Dublin.